# Elisif
Elisif eller Elisiv är en nordisk vikingatida form av det ursprungligen hebreiska namnet Elisabet som betyder Gud är fullkomlighet. Namnet förekommer i runinskrifter från 1000-talet.
Den 31 december 2014 fanns det totalt 232 kvinnor folkbokförda i Sverige med namnet Elisif eller Elisiv, varav 52 bar det som tilltalsnamn.
Namnsdag: saknas (1986-1992: 6 juli)

## Personer med namnet Elisif
- Elisif Elvinsdotter, svensk journalist och författare
- Elisif Key-Åberg, svensk konstnär
- Elisif Lundén-Bergfelt, svensk pianist